# Ponce (Schiff)
Die USS Ponce (LPD-15) war ein Amphibious Transport Dock der United States Navy. Sie gehörte der Austin-Klasse an und wurde nach der Stadt Ponce in Puerto Rico benannt.

## Geschichte
LPD-15 wurde 1965 in Auftrag gegeben und ein Jahr später bei Lockheed Shipbuilding auf Kiel gelegt. 1970 lief das Schiff vom Stapel, Taufpatin war die Ehefrau von Admiral John J. Hyland. 1971 wurde die Ponce in Dienst gestellt. Sie wurde der Atlantikflotte zugeteilt.
Als die Ponce 1982 auf der Fahrt nach Portsmouth, England, war, kollidierte sie mit der USS Fort Snelling (LSD-30), wobei beide Schiffe leicht beschädigt wurden. Weitere Schäden nahm das Schiff auch 1984, als ein Landungsboot das Welldeck der Ponce verlassen wollte. Dabei wurde das Tor zum Welldeck beschädigt und kurze Zeit später ganz abgerissen. Der Schaden wurde in der Philadelphia Naval Shipyard beseitigt.
1990 war die Ponce Teil der Kampfgruppe um die Saipan, die in der Operation Sharp Edge 2690 Zivilisten aus Monrovia in Liberia evakuierte.
1999 nahm das Schiff an der Übung Northern Approach mit der Marine der Türkei und der Royal Navy teil. 2003 wurde die Ponce zum Transport von US Marines in den Irakkrieg eingesetzt. Danach wurde sie als Flaggschiff für die Minenräumoperationen vor der irakischen Küste benutzt. 2005 kehrte sie im Rahmen des Krieges gegen den Terror an der Seite der Kearsarge zurück in den Persischen Golf. Dies wiederholte sich 2007. Zwei Jahre später wurde die Ponce dann mit der Bataan in den Nahen Osten entsandt. Während dieser Fahrt nahm die Gruppe unter anderen am Manöver Exercise Bright Star 2009 mit ägyptischen Kräften teil.
Wieder mit der Kearsarge kombiniert wurde die Ponce im August 2010, um in den von der Überschwemmungskatastrophe in Pakistan betroffenen Regionen Hilfsgüter an Land zu bringen. Im Anschluss befuhr die Kampfgruppe das Arabische Meer. Anfang März 2011 wurden beide Schiffe für mögliche Eingriffe der USA in die Unruhen in Libyen durch den Sueskanal ins Mittelmeer verlegt.
Die Ponce sollte nach ursprünglicher Planung am 30. März 2012 außer Dienst gestellt und der Reserveflotte zugeteilt werden. Ende Januar 2012 gab es Berichte, dass die Ponce in eine vorgeschobene Operationsplattform der Navy Seals umgerüstet werden soll. Der Umbau in diese Richtung wurde jedoch später von Admiral John C. Harvey, aktueller Befehlshaber United States Fleet Forces Command, dementiert.
Nach erfolgten Umbauarbeiten wurde die USS Ponce wieder in den Persischen Golf entsandt. Sie war seit Anfang Juli 2012 vor der Küste von Bahrain im Einsatz und diente der US-Marine in der Region im Konflikt mit dem Iran als Minenräumer in der Straße von Hormus.
Im April 2013 kündigte die US Navy auf ihrer Homepage an, auf ihr einen Prototyp einer Laserkanone zu installieren. Das System kann Patrouillenboote und Drohnen ausschalten und soll später auch angreifende Raketen und Kampfflugzeuge zerstören können. Dies konnte als Warnung an den Iran gesehen werden, der nach US-Angaben seine militärischen Aktivitäten in der Region in aggressiver Weise ausweitete.
Im August 2014 wurde die Laserwaffe mit dem Namen LaWS (Laser Weapon System) auf der USS Ponce installiert. Entwickelt wurde LaWS von der Naval Surface Warfare Center Dahlgren Division (NSWCDD). Im November 2014 gab die Navy bekannt, dass der Laser bereit zum Einsatz als Verteidigungswaffe der USS Ponce sei. Am 14. Juli 2017 folgte mit dem LaWS der Testabschuss eines unbemannten Luftfahrzeugs (UAV) im Persischen Golf nahe Bahrain.
Am 14. Oktober 2017 wurde die USS Ponce außer Dienst gestellt.
Die Abwrackung des Schiffs bei All Star Metals in Brownsville, Texas begann am 12. April 2022.